# 꼬마마법사 레미 비밀편
꼬마마법사 레미 비밀편(원제 : おジャ魔女どれみナ・イ・ショ 오자마조 도레미 나이쇼[*])토에이 애니메이션의 오리지널 애니메이션 시리즈 꼬마마법사 레미의 세 번째 시리즈의 번외편이다.

## 시리즈 소개
도레미들이 초등학교 5학년 때의 이야기. 따라서 시대 설정은 포르테이므로, 초보마법사 옷이나 캐릭터 설정에 대해서는 기본적으로 포르테의 것이다. PPV로 2004년 6월 26일부터 2004년 12월 11일에 걸쳐서 전13화가 격주로 유료 방영되었다. 또 지상파에서는 아사히 방송 초일부의 TV 아사히 계열국이나, 칸토 지구의 독립UHF국에도 방영되고있었다. 후에 DVD화가 되었고, 다음 번 예고의 결정 대사는 "노트의 가장자리를 접어 찢어서 비밀 편지를 돌리자!"인데 이번에는 캐릭터마다 돌아가면서 읊는다.
도레미들이나 클래스 메이트, 누구에게나 말하지못하는 비밀이야기나 뜻밖의 이야기, 씁쓸하거나 안타까운 이야기가 나오는 외전적인 시리즈. TV시리즈와 달리 연재가 아니라 완전한 옴니버스 형식을 취하고 있다. 마녀계에 관한 것은 일절 그려져 있지 않으며 OVA로 다루어지는 경우가 많다.

## 시리즈 스탭
- 프로듀서：코바야시 노부히로(토에이),타카하시 토모코(ADK),카와무라 사이(마베라스 엔터테이먼트)
- 총작화 감독：우마코시 요시히코
- 감수：사토 쥰이치
- 각본：쿠리야마 미도리, 카케야마 유미, 나리타 요시미, 야마토야 아카츠키
- 캐릭터 디자인：馬場充子(우마코시 요시히코)
- 연출：이가라시 타쿠야, 岡佳広,中尾幸彦,야마우치 시게야스,사토 쥰이치,座古明史,宮下新平,桜井弘明岡,岡本英樹
- 작화감독：馬場充子(우마코시 요시히코),桑原幹根(쿠와바라 미키네),生田目康裕(나마타메 야스히로),青山 充(아오야마 미츠루), 篁 馨,西位輝実
- 미술：유키유키에,塩崎広光

## 각 화별 작화감독
- 1화: 桑原幹根(쿠와바라 미키네)
- 2화: 生田目康裕(나마타메 야스히로)
- 3화: 靑山 充(아오야마 미츠루)
- 4화: 馬場充子(우마코시 요시히코)
- 5화: 篁 馨
- 6화: 生田目康裕(나마타메 야스히로)
- 7화: 桑原幹根(쿠와바라 미키네)
- 8화: 靑山 充(아오야마 미츠루)
- 9화: 馬場充子(우마코시 요시히코)
- 10화: 西位輝実(니시이 테루미)
- 11화: 生田目康裕(나마타메 야스히로)
- 12화: 馬場充子(우마코시 요시히코)/西位輝実(니시이 테루미)
- 13화: 馬場充子(우마코시 요시히코)

## 주제가
-일본
- 여는 곡〈비.밀.이.YA! 엉터리마녀 (ナ・イ・ショ・Yo! おジャ魔女)〉

노래 : MAHO당 / 작사 : 柚木美祐 / 작곡：吉山隆之 / 편곡 : 川本盛
- 닫는 곡〈멋짐∞(무한대)(ステキ∞（ムゲンダイ）)〉(제1화-제11화,제13화)

노래 : MAHO당 / 작사：柚木美祐 / 작곡：坂下正俊 / 편곡 : 川本盛文
- 닫는 곡〈보물 (たからもの)〉(제12화)

노래 : 코무로 유이 / 작사,곡 : 茅原万起 / 편곡 : 安井歩
-한국
- 여는 노래〈비밀이야〉

노래 : 박나영, 김령희, 박신영 / 작사 : 유주키 미유 / 작곡：오시야마 다카유키 / 편곡 : 가와모토 모리후미 / 개사 : 서명주
- 닫는 노래〈멋진 우리들〉

노래 : 박나영, 김령희, 박신영 / 작사 : 유주키 미유 / 작곡：사카시타 마사토시 / 편곡 : 가와모토 모리후미 / 개사 : 서명주

## 각 화별 제목
| 화수 | 부제                                     | 한국방영부제                        | 방영일           |
| ---- | ---------------------------------------- | ----------------------------------- | ---------------- |
| 1    | 파란의 사이클링 ~ 남자 아이의 비밀 ~     | 파란만장한 하이킹 남자들의 비밀     | 2004년 6월 26일  |
| 2    | N.Y의 MAHO당 ~ 모모코의 비밀 ~           | 뉴욕의 마법당 모모의 비밀           | 2004년 7월 10일  |
| 3    | 얼마나 수영할까! ~ 아이코의 비밀 ~       | 힘껏 헤엄쳐라! 사랑이의 비밀        | 2004년 7월 24일  |
| 4    | 논스턴더트 ~ 온푸의 비밀 ~               | 평범하지 않는 보라의 비밀           | 2004년 8월 7일   |
| 5    | 눈물을 아는 사람 ~ 폿프와 하나의 비밀 ~  | 눈물을 아는 사람 또미와 하나의 비밀 | 2004년 8월 21일  |
| 6    | 별사탕의 추억 ~ 유모의 비밀 ~            | 별사탕의 추억 유모의 비밀           | 2004년 9월 4일   |
| 7    | 붕어빵 엄청 좋아! ~ 부자의 비밀 ~        | 붕어빵이 좋아! 아빠와 아들의 비밀   | 2004년 9월 18일  |
| 8    | 리코더 사건! ~ 우등생의 비밀 ~           | 리코더 사건! 우등생의 비밀          | 2004년 10월 2일  |
| 9    | 배팅 야구부 ~ 마녀들의 비밀 ~            | 파이팅, 야구부! 마녀들의 비밀       | 2004년 10월 16일 |
| 10   | 결혼의 약속 ~ 소꿉친구의 비밀 ~          | 결혼약속! 소꿉친구의 비밀           | 2004년 10월 30일 |
| 11   | 발렌타인 데이 ~ 하즈키의 비밀 ~          | 발렌타인 데이 메이의 비밀           | 2004년 11월 13일 |
| 12   | 일곱 번째 견습 마녀 ~ 논짱의 비밀 ~      | 7번째 마녀 견습생 신영이의 비밀     | 2004년 11월 27일 |
| 13   | 시간을 건너는 히나인형 ~ 도레미의 비밀 ~ | 공주님은 시대를 넘어서! 레미의 비밀 | 2004년 12월 11일 |

## CD/CD드라마
마베라스엔터테이먼트 발매
OP/ED테마 비.밀.이.YA! 엉터리마녀/멋짐∞ (맥시 싱글)
초회생상반에는 DVD(논텔롭OP/ED수록)이 부록으로 있다.